# Vučko (mascotte)
Vučko (Вучко en serbo-croate) est la mascotte des Jeux olympiques d'hiver de 1984, organisés à Sarajevo dans la République socialiste de Bosnie-Herzégovine en Yougoslavie. Il s'agit d'un loup, animal commun dans les montagnes des Alpes dinariques et très présent dans le folklore yougoslave.

## Description
Vučko a été créé par le peintre slovène Jože Trobec,. Il a contribué à améliorer l'image du loup en adoptant un caractère plus sympathique.
Faisant véritablement partie de l'environnement graphique créé pour les Jeux d'hiver de 1984, Vučko est un des supports publicitaires utilisés pour la promotion de l'évènement. Il sera ainsi décliné en différente versions, tantôt pratiquant les sports olympiques d'hiver, tantôt servant à l'image de marques comme Coca-Cola.
La mascotte apparaît en outre dans une bande dessinée publiée dans divers journaux yougoslaves et créée par Nedeljko Dragić (en).
Le choix de la mascotte s'est fait parmi 836 autres propositions. Vučko a été sélectionné après un concours organisé dans la presse et rassemblant les six finalistes choisis parmi ces propositions, à savoir une boule de neige, un chamois, une belette, un agneau et un hérisson.

## Produits dérivés
Comme toujours, la mascotte est déclinée en de très nombreux produits dérivés, comme des peluches ou des épinglettes.